# بورلند، شهرستان پلزنتز، ویرجینیای غربی
بورلند (به انگلیسی: Borland) یک منطقهٔ مسکونی در ایالات متحده آمریکا است که در شهرستان پلزنتز، ویرجینیای غربی واقع شده‌است. بورلند ۲۰۹٫۱ متر بالاتر از سطح دریا واقع شده‌است.